# S/S Lars Magnus Trozelli (1920)
Lars Magnus Trozelli var ett svenskt ångfartyg som sjösattes 1920 och torpederades 1940 under andra världskriget. 

## Historik
Ångaren var byggd i Papendrecht i Nederländerna till Berghuis Kolenhandel i Amsterdam och hette då Nicolaas. 1928 köptes ångaren av Holmens bruk & Fabriks AB i Norrköping och omdöptes då till Lars Magnus Trozelli efter en av brukets tidigare ägare. Lars Magnus Trozelli var vid den tiden Norrköpings största lastfartyg.

## Torpederingen
Vid 11-tiden på nyårsdagen 1940 träffades Lars Magnus Trozelli av en torped akterut då fartyget var på resa från Köpenhamn till Blyth. Vid den våldsamma explosionen skiljdes akterskeppet från förskeppet. Akterskeppet sjönk omedelbart medan den förliga delen av fartyget höll sig flytande i omkring sju minuter. Vid explosionen slungades flera av besättningen i sjön och en del hoppade över bord då det konstaterats att livbåtarna förstörts vid torpedbrisaden. Fem man räddade sig upp på en flotte medan några höll sig flytande på vrakspillror. Till slut lyckades man få upp alla överlevande på flotten. Av besättningen saknades sju man. Efter en halv timma på flotten bärgades männen av en engelsk jagare, som senare överförde dem till ångaren Ask av Bergen. Fyra av de räddade hade fått svåra skador vid torpederingen. Lars Magnus Trozelli sjönk på lat N58,8’ long V1,41’.